# Адалберт Маркштајнер
Адалберт Маркштајнер (рум. Adalbert Marcu, мађ. Marosvári Béla) је био румунски и мађарски фудбалер, репрезентативац и тренер. Играо је на позицији нападача као десно крило.

## Каријера

### Клубови
За Рипенсију Темишвар је дебитовао 19. септембра 1937. године на утакмици орве румунске лиге у мечу против Спортула Студенцеска. Утакмица је завршена победом Темишвара резултатом 4 : 3. У сезони 1937/38. играо је у 17 лигашких утакмица и постигао 18 голова, када је Темишвар освојио шампионску титулу. Следеће сезоне је са Темишваром завршио је на другом месту, када је постигао 21 гол у 21 утакмици, чиме је постао најбољи стрелац лиге. У сезони 1939/40. Темишвар је заузео тек шесто место. Те сезоне је одиграо 19 мечева и постигао 15 голова. Следећу сезону почео је у тиму Темишвара и постигао 8 голова у 6 мечева. Дана 20. октобра 1940. играо је последњи пут у бојама Темешвара у мечу који је завршен нерешеним резултатом 2 : 2 против УД Решице. Укупно је постигао 62 гола у 63 утакмице румунске лиге.
Након Друге бечке одлуке, 1940. године, северна Трансилванија се вратила Мађарској и неколико трансилванијских тимова је почело да игра у мађарској првој лиги. Неколико фудбалера мађарског порекла потписало је за Мађарску из румунских тимова. Као и Марошвари, који је у јесен 1940. постао фудбалер ВМФЦ Чепела. Прву сезону завршио је на петом месту са екипом, а у сезонама 1941/42 и 1942/43 освојио је првенство са екипом из Чепела. На прва два првенства започета после Другог светског рата, са екипом је на два првенства освојио треће место. У сезони 1947/48 поново је освојио првенство са Чепелом.

### Репрезентације
Године 1939. два пута је наступио у репрезентацији Румуније, а 1943. једном је наступио у репрезентацији Мађарске.

### Тренер
У сезонама 1953. и 1954. био је главни тренер Чепела, у сезони 1966. и 1967. Дунаујвароши Кохаса, а између 1968. и 1970. био је главни тренер Шалготарјан БТЦ у првој лиги. У сезони 1973/74 радио је као тренер за друголигаш Дебрецин ВСЦ.

## Достигнућа

### Играч
- Прва лига Румуније у фудбалу
  - шампион: 1937/38.
  - 2.: 1938/39.
  - 3.: 1940/41.
  - први стрелац лиге: 1938/39. (21. гол)
- Прва лига Мађарске у фудбалу
  - шампион: 1941/42, 1942/43, 1947/48
  - 3.: 1945-пролеће, 1945/46
- Најбољи играч првенства: 1948.